# 4412 Chephren
A 4412 Chephren (ideiglenes jelöléssel 2535 P-L) a Naprendszer kisbolygóövében található aszteroida. Cornelis Johannes van Houten,  Ingrid van Houten-Groeneveld,  Tom Gehrels fedezte fel 1960. szeptember 26-án.
Nevét az egyiptomi óbirodalom IV. dinasztiájának uralkodája, Hafré (németül Chephren) fáraó után kapta.